# Irlandia na Mistrzostwach Świata w Lekkoatletyce 2015
Irlandia na Mistrzostwach Świata w Lekkoatletyce 2015 – reprezentacja Irlandii podczas Mistrzostw Świata w Pekinie liczyła 14 zawodników, z których żaden nie zdobył medalu.

## Występy reprezentantów Irlandii

### Mężczyźni

#### Konkurencje biegowe
| Konkurencja                | Zawodnik                                           | Runda 1      | Runda 1 | Półfinał | Półfinał | Finał        | Finał   |
| Konkurencja                | Zawodnik                                           | Rezultat     | Pozycja | Rezultat | Pozycja  | Rezultat     | Pozycja |
| -------------------------- | -------------------------------------------------- | ------------ | ------- | -------- | -------- | ------------ | ------- |
| Bieg na 800 m              | Mark English                                       | 1:46,69      | 12. q   | 1:45,55  | 8.       | NQ           | NQ      |
| Bieg na 110 m przez płotki | Ben Reynolds                                       | 13,72        | 29.     | NQ       | NQ       | NQ           | NQ      |
| Bieg na 400 m przez płotki | Thomas Barr                                        | 49,20        | 18. Q   | 48,71    | 11.      | NQ           | NQ      |
| Sztafeta 4 × 400 m         | Brian Gregan Brian Murphy Thomas Barr Mark English | 3:01,26 (NR) | 13.     | —        | —        | NQ           | NQ      |
| Chód na 20 km              | Alex Wright                                        | —            | —       | —        | —        | DSQ          | DSQ     |
| Chód na 20 km              | Brendan Boyce                                      | —            | —       | —        | —        | DSQ          | DSQ     |
| Chód na 20 km              | Robert Heffernan                                   | —            | —       | —        | —        | 3:44:17 (SB) | 5.      |
| Chód na 20 km              | Alex Wright                                        | —            | —       | —        | —        | DNF          | DNF     |

### Kobiety

#### Konkurencje biegowe
| Konkurencja                | Zawodniczka      | Runda 1  | Runda 1 | Półfinał | Półfinał | Finał    | Finał   |
| Konkurencja                | Zawodniczka      | Rezultat | Pozycja | Rezultat | Pozycja  | Rezultat | Pozycja |
| -------------------------- | ---------------- | -------- | ------- | -------- | -------- | -------- | ------- |
| Bieg na 200 m              | Kelly Proper     | 23,28    | 32.     | NQ       | NQ       | NQ       | NQ      |
| Bieg na 800 m              | Ciara Everard    | 2:03,98  | 40.     | NQ       | NQ       | NQ       | NQ      |
| Bieg 3000 m z przeszkodami | Michelle Finn    | 9:55,27  | 33.     | —        | —        | NQ       | NQ      |
| Bieg 3000 m z przeszkodami | Kerry O’Flaherty | 10:05,10 | 39.     | —        | —        | NQ       | NQ      |
| Bieg 3000 m z przeszkodami | Sara Treacy      | 9:48,24  | 29.     | —        | —        | NQ       | NQ      |

#### Konkurencje techniczne
| Konkurencja   | Zawodniczka | Eliminacje | Eliminacje | Finał    | Finał   |
| Konkurencja   | Zawodniczka | Rezultat   | Pozycja    | Rezultat | Pozycja |
| ------------- | ----------- | ---------- | ---------- | -------- | ------- |
| Skok o tyczce | Tori Pena   | 4,30       | 20.        | NQ       | NQ      |